# Ian Hislop
 (octobre 2017).
Si vous disposez d'ouvrages ou d'articles de référence ou si vous connaissez des sites web de qualité traitant du thème abordé ici, merci de compléter l'article en donnant les références utiles à sa vérifiabilité et en les liant à la section « Notes et références ».
Pour les articles homonymes, voir Hislop.
Ian Hislop (né le 13 juillet 1960) est un humoriste britannique. Il est rédacteur en chef du magazine satirique Private Eye et figure régulièrement dans l'émission télévisée Have I Got News For You.
Il fut l'un des auteurs de l'émission Spitting Image.